# Eugnophomyia perlaeta
Eugnophomyia perlaeta är en tvåvingeart som först beskrevs av Alexander 1958.  Eugnophomyia perlaeta ingår i släktet Eugnophomyia och familjen småharkrankar.
Artens utbredningsområde är Kenya. Inga underarter finns listade i Catalogue of Life.